# Pirognômico
Os materiais Pirognômicos são fáceis de passar o estado de incandescência. Os minerais e metais  emitem geralmente brilho quando aquecidos, mas os materiais Pirognômicos a uma temperatura muito menor. Allanita e gadolinita são exemplos de minerais Pirognômicos. O termo foi introduzido por Scheerer em 1840, mas o fenômeno tinha sido observado anteriormente por Wollaston e Berzelius.